# يوتيليتا أرينا نيوكاسل
يوتيليتا أرينا نيوكاسل (بالإنجليزية: يوتيليتا أرينا نيوكاسل)‏ هي ساحة داخلية كبيرة في مدينة نيوكاسل أبون تاين، إنجلترا.